# Kenneth Koma
Gaobamong Kenneth Shololo Koma, né le 27 juillet 1923 et mort le 19 mars 2007, plus connu sous le nom de KK, est un intellectuel et homme politique du Botswana. Il a occupé le poste de Président du Front national du Botswana (BNF), le principal parti d'opposition, de 1977 à 2001. De plus, il a siégé en tant que membre de l'Assemblée nationale du Botswana, représentant la circonscription de Gaborone Sud de 1984 à 2004, et a été chef de l'opposition de 1984 à 2003. Aux côtés de Bathoen Gaseitsiwe et Philip Matante, il est considéré comme l'un des principaux leaders de l'opposition pendant les trois premières décennies du gouvernement du Parti démocratique du Botswana (BDP),,.

## Biographie
Koma a commencé à s'engager politiquement dans les années 1950 en soutenant la lutte pour l'indépendance du protectorat britannique du Bechuanaland dirigée par Seretse Khama. Cependant, après l'indépendance, il s'est éloigné de Khama et est devenu l'un de ses critiques les plus sévères. En 1965, Koma a joué un rôle central dans la création du Front national du Botswana avec le soutien du chef tribal Bathoen Gaseitsiwe. Koma se considérait comme un socialiste scientifique et dirigeait une faction au sein du Parti prônant le socialisme africain. Malgré leurs divergences idéologiques, il a partagé la direction avec Bathoen, un conservateur traditionaliste, dans le but de créer une force politique adaptée aux besoins du pays.
Pendant les vingt premières années qui ont suivi l'indépendance, Koma a fait face à plusieurs défaites électorales, principalement en raison de l'interférence de Bathoen visant à évincer son leadership. Malgré cela, il a réussi à être élu Président de la BNF en 1977.
Cependant, Bathoen a continué à isoler politiquement Koma. En 1984, Koma a perdu contre le vice-président Peter Mmusi du BDP dans la circonscription de Gaborone Sud au milieu d'un scandale de fraude électorale. Koma a contesté le résultat devant les tribunaux et a remporté l'élection partielle qui a suivi. Après la retraite de Bathoen, Koma est devenu président du parti et chef de l'opposition.
Sous la direction de Koma, l'opposition politique au Botswana a connu une croissance significative, prenant le contrôle des principaux centres urbains en 1984 et consolidant sa position en 1989.
Le BNF est devenu le seul parti, en dehors du BDP à exercer une influence à l'échelle nationale. Koma a également fait pression sur le gouvernement de Quett Masire pour qu'il mette en place des réformes visant à améliorer la transparence des élections.
Grâce à ses efforts, le BNF a obtenu son meilleur résultat aux élections de 1994, obtenant 13 des 40 sièges parlementaires, ce qui reste à ce jour le pourcentage de vote populaire le plus élevé atteint par un parti d'opposition au Botswana.
Après cette période, Koma a dû faire face à un conflit de leadership avec une faction plus jeune du Parti, dirigée par Michael Dingake, qui a tenté de le renverser à la fin des années 1990. Bien que leurs tentatives aient échoué, le parti dissident résultant, connu sous le nom de Parti du Congrès du Botswana, a porté préjudice au BNF lors des élections de 1999. À la suite de cette défaite, Koma a démissionné de son poste de chef du BNF au milieu des années 2000 et a quitté son poste de chef de l'opposition en 2003. Il a pris sa retraite du Parlement à la fin de son quatrième mandat en 2004.

## Décès
Pendant ses dernières années, Koma a quitté le BNF lorsque sa faction a perdu le contrôle du parti. Il a été un acteur clé dans la création du Nouveau Front Démocratique, mais des problèmes de santé l'ont obligé à se retirer de la vie politique.
Koma est décédé en mars 2007 à l'âge de 83 ans et a été enterré simplement dans sa ville natale de Mahalapye.

## Héritage
En tant que dirigeant politique de premier plan avec un profil élevé au Botswana avant et après l'indépendance, l'héritage politique de Koma est étendu et controversé,. Ses partisans défendent sa militance politique de longue date, son engagement envers les principes socialistes, ses efforts pour promouvoir une plus grande démocratisation au sein du système politique botswanais, et son rôle dans le succès électoral du BNF au cours des décennies allant de 1980 à 1990,.
Toutefois, ses détracteurs remettent en cause sa façon autoritaire de diriger le parti, en particulier après le départ de Bathoen en 1985, ainsi que son rôle dans les divisions de l'opposition qui ont anéanti de grands espoirs de remporter les élections en 1999.
Malgré ces controverses, le BNF et de nombreux partis dissidents apparus pendant son leadership considèrent Koma comme une référence idéologique et politique,.